# Verkhni Iar
Verkhni Iar (en rus: Верхний Яр) és un poble de l'óblast de Sverdlovsk, a Rússia, segons el cens del 2010 tenia 125 habitants.